# Havikskruidgalwesp
De havikskruidgalwesp (Aulacidea hieracii) is een vliesvleugelig insect uit de familie van de echte galwespen (Cynipidae). De wetenschappelijke naam van de soort werd als Cynips hieracii in 1758 gepubliceerd door Carl Linnaeus.
De wesp veroorzaakt stengelgallen op havikskruidsoorten. Deze woekeringen ontstaan doordat ze met behulp van haar legboor eitjes in de planten legt.